# Sarah Daninthe
Sarah Delphine Éléonore Daninthe (* 25. Juni 1980 in Les Abymes, Guadeloupe) ist eine ehemalige französische Degenfechterin.

## Erfolge
Sarah Daninthe erzielte sämtliche internationalen Erfolge im Mannschaftswettbewerb. Mit dieser wurde sie 2005 in Leipzig und 2008 in Peking jeweils Weltmeisterin, 2011 belegte sie mit ihr in Sheffield den dritten Platz der Europameisterschaften. Bereits bei den Olympischen Spielen 2004 in Athen gehörte Daninthe zum französischen Aufgebot. Nachdem die französische Equipe nach einem Sieg gegen China und einer Niederlage gegen Deutschland das Gefecht um Bronze erreicht hatte, kam sie gegen Kanada zu ihrem einzigen Olympiaeinsatz, der mit einem 45:37-Sieg für Frankreich endete. Damit gewann Daninthe zusammen mit Laura Flessel-Colovic, Hajnalka Király-Picot und Maureen Nisima Bronze.